# Dichroa febrifuga
Dichroa febrifuga es una especie fanerógama perteneciente a la familia Hydrangeaceae. En (chino: 常山; pinyin: chángshān).

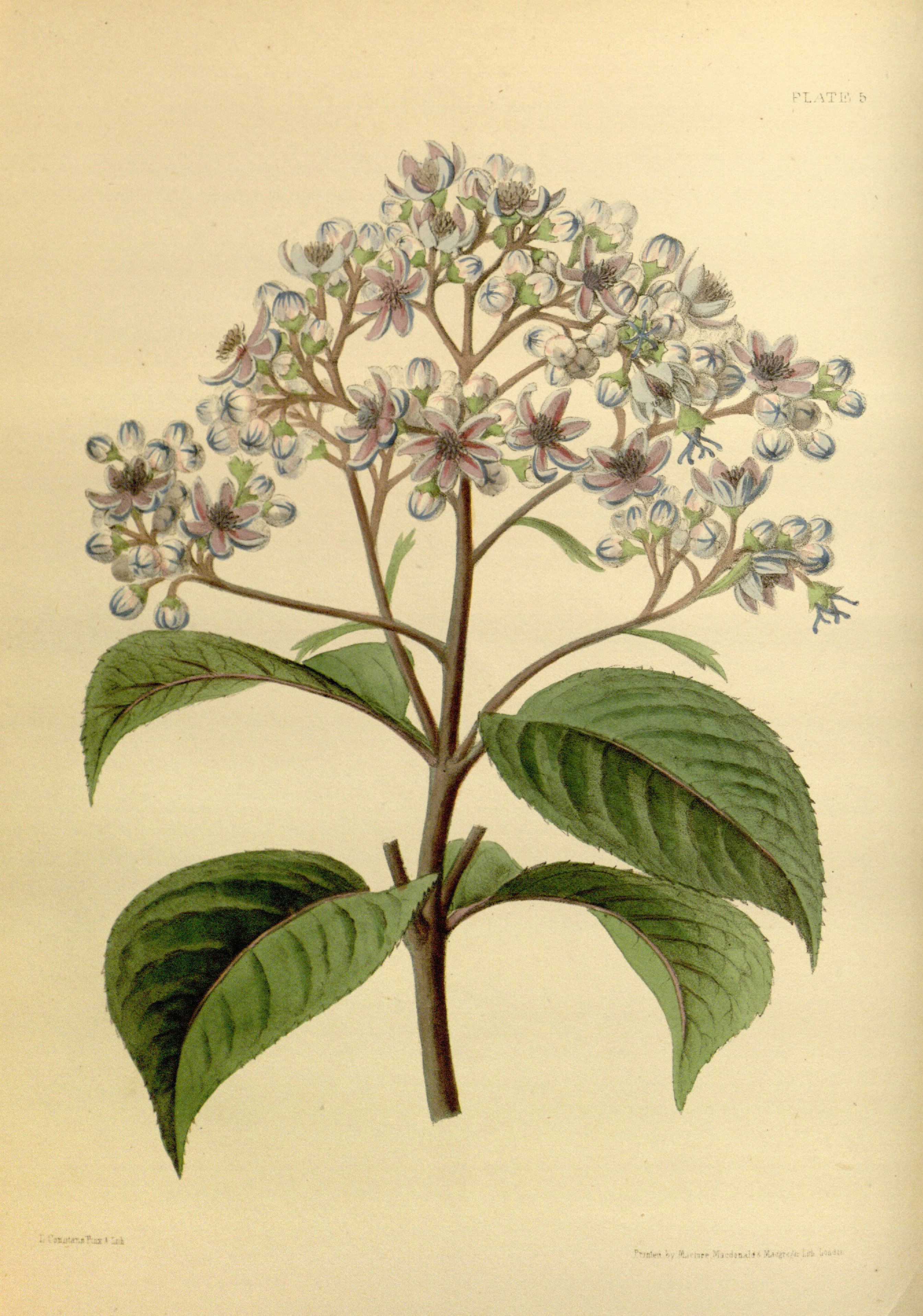
Ilustración

## Descripción
Son arbustos que alcanzan 1-2 m de altura. Las ramillas con pecíolos y venas glabras o pubescentes. Las láminas foliares abaxialmente de color púrpura , elípticas , obovadas , elípticas oblongas o lanceoladas, de 6-25 x 2-10 cm, papiráceas, abaxialmente glabras o pubescentes a lo largo de las venas, rara vez escasamente hirsutas, adaxial glabras , secundaria 8-10 venas en ambos lados de la vena media, base cuneada , margen serrado a grueso y el ápice agudo a acuminado. La inflorescencia es una panícula corimbosa que alcanza los 3-20 cm de longitud. 

## Distribución
Se encuentra en los bosques mixtos en las laderas de montaña o en los valles ; a una altitud de 200-2000 metros en Anhui, Fujian, Gansu, Guangdong, Guangxi, Guizhou, Hubei, Hunan, Jiangxi, Shaanxi, Sichuan, Taiwán, Xizang, Bután, Camboya, India, Indonesia, Laos, Birmania, Nepal, Sikkim, Tailandia y Vietnam.

## Propiedades
Es una de las 50 hierbas fundamentales usadas en la medicina tradicional china. La febrifuguina es un alcaloide quinazolónico aislado originalmente de Dichroa febrifuga.

## Taxonomía
Dichroa febrifuga  fue descrita por  João de Loureiro  y publicado en Flora Cochinchinensis 1: 301. 1790.
Sinonimia
- Cyanitis sylvatica Reinwardt ex Blume
- Dichroa sylvatica (Reinwardt ex Blume) Merrill[4]